# Willy Semedo
Willy Johnson Semedo Afonso (Montfermeil, 27 aprile 1994) è un calciatore francese naturalizzato capoverdiano, attaccante dell'Omonia e della nazionale capoverdiana.

## Carriera

### Club
Ha giocato nella massima serie cipriota, in quella belga e in quella rumena, e nella seconda divisione francese.

### Nazionale
Il 7 ottobre 2020 ha esordito con la nazionale capoverdiana giocando l'amichevole vinta 1-2 contro Andorra; è stato convocato per la Coppa delle nazioni africane 2021.

## Statistiche

### Presenze e reti nei club
Statistiche aggiornate al 7 ottobre 2021.
| Stagione             | Squadra              | Campionato           | Campionato | Campionato | Coppe nazionali | Coppe nazionali | Coppe nazionali | Coppe continentali | Coppe continentali | Coppe continentali | Altre coppe | Altre coppe | Altre coppe | Totale | Totale |
| Stagione             | Squadra              | Comp                 | Pres       | Reti       | Comp            | Pres            | Reti            | Comp               | Pres               | Reti               | Comp        | Pres        | Reti        | Pres   | Reti   |
| -------------------- | -------------------- | -------------------- | ---------- | ---------- | --------------- | --------------- | --------------- | ------------------ | ------------------ | ------------------ | ----------- | ----------- | ----------- | ------ | ------ |
| 2014-2015            | Alkī Oroklini        | D                    | 22         | 4          |                 | -               | -               |                    | -                  | -                  |             | -           | -           | 22     | 4      |
| 2015-2016            | Alkī Oroklini        | G                    | 28         | 7          |                 | -               | -               |                    | -                  | -                  |             | -           | -           | 28     | 7      |
| 2016-2017            | Alkī Oroklini        | B                    | 26         | 12         |                 | -               | -               |                    | -                  | -                  |             | -           | -           | 26     | 12     |
| 2017-gen. 2018       | Alkī Oroklini        | A                    | 20         | 5          |                 | -               | -               |                    | -                  | -                  |             | -           | -           | 20     | 5      |
| Totale Alkī Oroklini | Totale Alkī Oroklini | Totale Alkī Oroklini | 96         | 28         |                 | -               | -               |                    | -                  | -                  |             | -           | -           | 96     | 28     |
| gen.-giu. 2018       | Charleroi            | D1                   | 2          | 0          |                 | -               | -               |                    | -                  | -                  |             | -           | -           | 2      | 0      |
| 2018-gen. 2019       | Roeselare            | D2                   | 11         | 0          |                 | -               | -               |                    | -                  | -                  |             | -           | -           | 11     | 0      |
| gen.-giu. 2019       | FC Politehnica Iași  | L1                   | 10         | 0          |                 | -               | -               |                    | -                  | -                  |             | -           | -           | 10     | 0      |
| 2019-2020            | Grenoble             | L2                   | 20         | 3          | CdL             | 1               | 1               |                    | -                  | -                  |             | -           | -           | 21     | 4      |
| 2020-2021            | Grenoble             | L2                   | 38         | 7          | CF              | 2               | 0               |                    | -                  | -                  |             | -           | -           | 40     | 7      |
| Totale Grenoble      | Totale Grenoble      | Totale Grenoble      | 58         | 10         |                 | 3               | 1               |                    | -                  | -                  |             | -           | -           | 61     | 11     |
| 2021-2022            | Pafos                | A                    | 18+8       | 4          | CC              | 2               | 0               |                    | -                  | -                  |             | -           | -           | 28     | 4      |
| 2022-gen. 2023       | Pafos                | A                    | 18         | 4          | CC              | 2               | 1               |                    | -                  | -                  |             | -           | -           | 20     | 5      |
| Totale Pafos         | Totale Pafos         | Totale Pafos         | 36+8       | 8          |                 | 4               | 1               |                    | -                  | -                  |             | -           | -           | 48     | 9      |
| gen.-giu. 2023       | Al-Faisaly           | PD                   | 13         | 2          | KCC             | 0               | 0               | ACL                | 1                  | 0                  | -           | -           | -           | 14     | 2      |
| 2023-2024            | Omonia               | A                    | 20+9       | 9+3        | CC              | 4               | 2               | UECL               | 4                  | 0                  | SC          | 1           | 0           | 38     | 14     |
| 2024-2025            | Omonia               | A                    | 23+1       | 3          | CC              | 1               | 1               | UECL               | 11                 | 6                  | -           | -           | -           | 36     | 10     |
| Totale Omonia        | Totale Omonia        | Totale Omonia        | 43+10      | 12+3       |                 | 5               | 3               |                    | 15                 | 6                  |             | 1           | 0           | 74     | 24     |
| Totale carriera      | Totale carriera      | Totale carriera      | 287        | 63         |                 | 12              | 5               |                    | 16                 | 6                  |             | 1           | 0           | 326    | 74     |

### Cronologia presenze e reti in nazionale
| Cronologia completa delle presenze e delle reti in nazionale ― Capo Verde | Cronologia completa delle presenze e delle reti in nazionale ― Capo Verde | Cronologia completa delle presenze e delle reti in nazionale ― Capo Verde | Cronologia completa delle presenze e delle reti in nazionale ― Capo Verde | Cronologia completa delle presenze e delle reti in nazionale ― Capo Verde | Cronologia completa delle presenze e delle reti in nazionale ― Capo Verde | Cronologia completa delle presenze e delle reti in nazionale ― Capo Verde | Cronologia completa delle presenze e delle reti in nazionale ― Capo Verde |
| Data                                                                      | Città                                                                     | In casa                                                                   | Risultato                                                                 | Ospiti                                                                    | Competizione                                                              | Reti                                                                      | Note                                                                      |
| ------------------------------------------------------------------------- | ------------------------------------------------------------------------- | ------------------------------------------------------------------------- | ------------------------------------------------------------------------- | ------------------------------------------------------------------------- | ------------------------------------------------------------------------- | ------------------------------------------------------------------------- | ------------------------------------------------------------------------- |
| 7-10-2020                                                                 | Andorra la Vella                                                          | Andorra                                                                   | 1 – 2                                                                     | Capo Verde                                                                | Amichevole                                                                | -                                                                         | 57’                                                                       |
| 10-10-2020                                                                | Faro                                                                      | Capo Verde                                                                | 1 – 2                                                                     | Guinea                                                                    | Amichevole                                                                | -                                                                         | 73’                                                                       |
| 8-6-2021                                                                  | Thiès                                                                     | Senegal                                                                   | 2 – 0                                                                     | Capo Verde                                                                | Amichevole                                                                | -                                                                         |                                                                           |
| 7-10-2021                                                                 | Accra                                                                     | Liberia                                                                   | 1 – 2                                                                     | Capo Verde                                                                | Qual. Mondiali 2022                                                       | -                                                                         | 63’                                                                       |
| 10-10-2021                                                                | Mindelo                                                                   | Capo Verde                                                                | 1 – 0                                                                     | Liberia                                                                   | Qual. Mondiali 2022                                                       | -                                                                         | 83’                                                                       |
| 13-11-2021                                                                | Praia                                                                     | Capo Verde                                                                | 2 – 1                                                                     | Rep. Centrafricana                                                        | Qual. Mondiali 2022                                                       | -                                                                         | 45’                                                                       |
| 16-11-2021                                                                | Lagos                                                                     | Nigeria                                                                   | 1 – 1                                                                     | Capo Verde                                                                | Qual. Mondiali 2022                                                       | -                                                                         | 60’                                                                       |
| 9-1-2022                                                                  | Yaoundé                                                                   | Etiopia                                                                   | 0 – 1                                                                     | Capo Verde                                                                | Coppa d'Africa 2021 - 1º turno                                            | -                                                                         | 68’                                                                       |
| 13-1-2022                                                                 | Yaoundé                                                                   | Capo Verde                                                                | 0 – 1                                                                     | Burkina Faso                                                              | Coppa d'Africa 2021 - 1º turno                                            | -                                                                         | 70’                                                                       |
| 17-1-2022                                                                 | Yaoundé                                                                   | Capo Verde                                                                | 1 – 1                                                                     | Camerun                                                                   | Coppa d'Africa 2021 - 1º turno                                            | -                                                                         | 67’                                                                       |
| 24-3-2023                                                                 | Praia                                                                     | Capo Verde                                                                | 0 – 0                                                                     | eSwatini                                                                  | Qual. Coppa d'Africa 2023                                                 | -                                                                         | 45’                                                                       |
| 28-3-2023                                                                 | Nelspruit                                                                 | eSwatini                                                                  | 0 – 1                                                                     | Capo Verde                                                                | Qual. Coppa d'Africa 2023                                                 | -                                                                         |                                                                           |
| 12-6-2023                                                                 | Rabat                                                                     | Marocco                                                                   | 0 – 0                                                                     | Capo Verde                                                                | Amichevole                                                                | -                                                                         | 79’                                                                       |
| 19-6-2023                                                                 | Praia                                                                     | Capo Verde                                                                | 3 – 1                                                                     | Burkina Faso                                                              | Qual. Coppa d'Africa 2023                                                 | -                                                                         |                                                                           |
| 10-9-2023                                                                 | Lomé                                                                      | Togo                                                                      | 3 – 2                                                                     | Capo Verde                                                                | Qual. Coppa d'Africa 2023                                                 | -                                                                         |                                                                           |
| 12-10-2023                                                                | Costantina                                                                | Algeria                                                                   | 5 – 1                                                                     | Capo Verde                                                                | Amichevole                                                                | -                                                                         | 46’                                                                       |
| 16-11-2023                                                                | Praia                                                                     | Capo Verde                                                                | 0 – 0                                                                     | Angola                                                                    | Qual. Mondiali 2026                                                       | -                                                                         | 72’                                                                       |
| 21-11-2023                                                                | Mbombela                                                                  | eSwatini                                                                  | 0 – 2                                                                     | Capo Verde                                                                | Qual. Mondiali 2026                                                       | -                                                                         |                                                                           |
| 14-1-2024                                                                 | Abidjan                                                                   | Ghana                                                                     | 1 – 2                                                                     | Capo Verde                                                                | Coppa d'Africa 2023 - 1º turno                                            | -                                                                         | 75’                                                                       |
| 19-1-2024                                                                 | Abidjan                                                                   | Capo Verde                                                                | 3 – 0                                                                     | Mozambico                                                                 | Coppa d'Africa 2023 - 1º turno                                            | -                                                                         | 58’                                                                       |
| 22-1-2024                                                                 | Abidjan                                                                   | Capo Verde                                                                | 2 – 2                                                                     | Egitto                                                                    | Coppa d'Africa 2023 - 1º turno                                            | -                                                                         |                                                                           |
| 29-1-2024                                                                 | Abidjan                                                                   | Capo Verde                                                                | 1 – 0                                                                     | Mauritania                                                                | Coppa d'Africa 2023 - Ottavi di finale                                    | -                                                                         | 90+5’                                                                     |
| 3-2-2024                                                                  | Yamoussoukro                                                              | Capo Verde                                                                | 0 – 0 dts (1 – 2 dtr)                                                     | Sudafrica                                                                 | Coppa d'Africa 2023 - Quarti di finale                                    | -                                                                         | 65’                                                                       |
| 6-9-2024                                                                  | Il Cairo                                                                  | Egitto                                                                    | 3 – 0                                                                     | Capo Verde                                                                | Qual. Coppa d'Africa 2025                                                 | -                                                                         | 76’                                                                       |
| 10-9-2024                                                                 | Praia                                                                     | Capo Verde                                                                | 2 – 0                                                                     | Mauritania                                                                | Qual. Coppa d'Africa 2025                                                 | -                                                                         | 82’                                                                       |
| 20-3-2025                                                                 | Praia                                                                     | Capo Verde                                                                | 1 – 0                                                                     | Mauritius                                                                 | Qual. Mondiali 2026                                                       | -                                                                         | 71’                                                                       |
| 25-3-2025                                                                 | Luanda                                                                    | Angola                                                                    | 1 – 2                                                                     | Capo Verde                                                                | Qual. Mondiali 2026                                                       | -                                                                         | 77’                                                                       |
| 8-6-2025                                                                  | Kutaisi                                                                   | Georgia                                                                   | 1 – 1                                                                     | Capo Verde                                                                | Amichevole                                                                | -                                                                         |                                                                           |
| Totale                                                                    |                                                                           | Presenze                                                                  | 28                                                                        |                                                                           | Reti                                                                      | 0                                                                         |                                                                           |

## Palmarès

### Club

#### Competizioni nazionali
- Campionato cipriota di seconda divisione: 1

Alkī Oroklini: 2016-2017